# عادل تاعرابت
عادل تاعرابت (عربی: عادل تاعرابت؛ زاده ۲۴ مهٔ ۱۹۸۹) هافبک هجومی اهل مراکش است.